# بیمارستان امام خمینی (اراک)
بیمارستان امام خمینی اراک  واقع در استان مرکزی، شهرستان اراک بیمارستانی است درمانی و وابسته به سازمان تامین اجتماعی با ۱۰۰ تخت ثابت که در سال ۱۳۷۶ شمسی تأسیس گردید.
هم اکنون این بیمارستان دارای بخش‌های داخلی، کودکان، زنان، زایمان، جراحی عمومی، آی‌سی‌یو، سی‌سی‌یو، اورژانس، فیزیوتراپی، قلب، جراحی عمومی، ارتوپدی، گوش و حلق و بینی،post parthum،NICU،C.C.U و دیگر واحدهای پاراکلینیک (داروخانه ، آزمایشگاه ، پاتولوژی ، رادیولوژی و  MRI ، سی تی اسکن ،سو نوگرافی ، فیزیوتراپی ، آندوسکوپی و کولونوسکوپی ،  سنگ شکن  ،اکو کاردیوگرافی ، نوار قلبی ،  EMG،  EEG  ، NCV ، اسپیرومتری ،  مامایی ، تست ورزش  ، پانورکس دندان) و درمانگاهی می‌باشد.